# Monte Civetta
Der Monte Civetta – meist nur Civetta (ital. Käuzchen) genannt – ist ein 3220 m s.l.m. hoher Berg in den Dolomiten und gibt der Civettagruppe ihren Namen, welche in der italienischen Provinz Belluno (Region Venetien) liegt.
Der Berg liegt östlich des Val Cordevole, südlich des Val Fiorentina und westlich des Val di Zoldo und bildet gemeinsam mit einigen kleineren Gipfeln die Civetta-Moiazza-Gruppe. Diese 6 km lange Gruppe bildet eine hohe Felsmauer, die gegen Westen über 1000 m abfällt. Sie bildet folgende Gipfel aus (von Nord nach Süd): Monte Coldai (2396 m), Torre Coldai (2600 m), Torre d’Alleghe (2649 m), Torre di Valgrande (2715 m), Punta Civetta (2892 m), Monte Civetta (3220 m), Piccola Civetta (3207 m), Cime di Mede (2504 m), Torre Venezia (2337 m), Cima delle Busazze (2894 m) und Torre Trieste (2458 m).
Der Gipfel selbst wurde in den 1860er Jahren durch den Jäger Simeone De Silvestro erstmals bestiegen. Seine Route, die heute übliche Normalroute (Tivanweg), führt vom Val di Zoldo aus über die SO-Flanke des Berges. Ein anderer Anstieg ist die teilweise gesicherte Via ferrata degli Alleghesi, die über den Ostpfeiler der Punta Civetta und den Nordgrat des Civetta-Hauptgipfels führt. Hier sind immer wieder auch Gehstrecken zu bewältigen. Die Via ferrata Attilio Tissi (diese ist sehr steinschlaggefährdet) und die Via ferrata Costantini (Moiazza) gehören zu den anspruchsvollsten Klettersteigen der Dolomiten.

## Nordwestwand
Die Civetta-Nordwestwand, bekannt als die Wand der Wände, stand in den 1920er Jahren im Mittelpunkt des alpinistischen Interesses. Emil Solleder und Gustav Lettenbauer konnten dann die über 1000 Meter hohe Wand ohne Biwak in nur 15 Stunden und mit nur 12 Haken am 7. August 1925 erstmals durchsteigen. Sie gilt als eine der schwersten Klettereien ihrer Zeit und wurde mit den  6. Grad eingestuft. Mit dieser Route wurde erstmals der 6. Grad in großen Wänden erreicht.

## Touristische Erschließung
- Rif. Coldài (2132 m; CAI) – im Norden
- Rif. Tissi (2262 m; CAI) – in aussichtsreicher Lage am Fuß der Civetta-Westwand
- Rif. Vazzoler (1714 m; CAI) – Standquartier im Süden für beliebte Klettertouren (Torre Trieste, Torre Venezia)
- Rif. Carestiato (1834 m; CAI) – am Fuß der Moiazza, im Südosten gelegen
- Rif. Torrani (2984 m; CAI) – direkt unterhalb des Hauptgipfels

Eine eindrucksvolle Bergwanderung führt vom Val Zoldana (Forcella Staulanza bzw. Palafavera) zur Coldaihütte, von dort vorbei am Coldaisee zur Tissihütte und zum Rif. Vazzoler; über das Rif. Carestiato erreicht man den Passo Duran. Dieser Weg ist zugleich einer der schönsten Abschnitte des Dolomiten-Höhenweges 1.
Wichtigster Talort ist Alleghe am gleichnamigen See im Cordevoletal.